# Kestřany (zámek)
Kestřany jsou zámek ve stejnojmenné vesnici v okrese Písek. Založen byl po polovině sedmnáctého století hrabětem Karlem Paarem a jeho manželkou Františkou Polyxenou ze Švamberka. Později patřil Kocům z Dobrše a Schwarzenbergům. Zámek je spolu s dolní a horní tvrzí chráněn jako kulturní památka.

## Historie
Kestřanské panství patřilo až do poloviny šestnáctého století pánům ze Švamberka. Posledním majitelem z tohoto rodu byl Jan Vilém ze Švamberka, který zemřel 6. června 1651. Svůj majetek odkázal třem dcerám, z nich Kestřany 12. října 1652 připadly Františce Polyxeně, provdané za hraběte Karla Paara. K panství tehdy patřily vesnice Kestřany, Lhota, Sudoměř, Dobev, Malé Nepodřice, Velké Nepodřice a Zátaví. Novým majitelům stará kestřanská tvrz nevyhovovala, a tak si v její blízkosti nechali postavit raně barokní zámek. Náklady na stavbu byly údajně velmi vysoké a dosáhly 55 tisíc zlatých. Současně se zámkem byla založena okrasná zahrada a vinice.

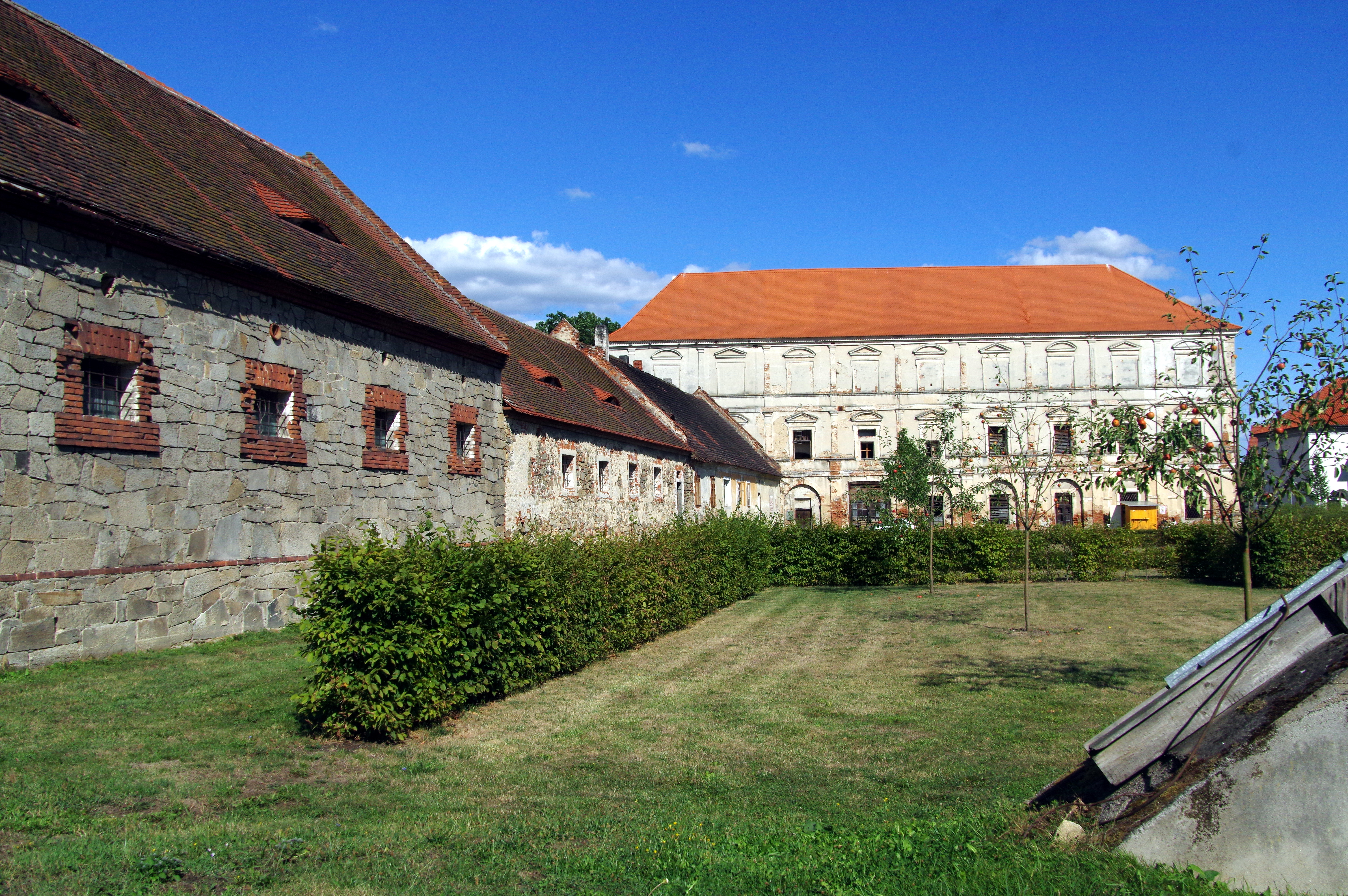
Zahrada se západním průčelím a budovou hospodářského dvora

Ovdovělá Františka Polyxena 17. srpna 1678 kestřanské panství prodala Elišce Zuzaně Vratislavové z Geršdorfu, od které je 7. června 1685 koupil Adam Humprecht Fortunat Koc z Dobrše. Nový vlastník se zabýval spíše výrobou léků než správou panství, na kterém se rozmáhaly krádeže. Dne 20. ledna 1700 Kestřany za 167 500 zlatých koupil kníže Ferdinand Vilém Eusebius ze Schwarzenbergu, který je připojil k Protivínu. Schwarzenbergové nechali u zámku vybudovat rozsáhlý hospodářský dvůr podle návrhu architekta Pavla Ignáce Bayera z roku 1720. Jejich rodu poté Kestřany patřily až do pozemkové reformy v roce 1924, kdy statek připadl státu. Ve druhé polovině dvacátého století byly v zámeckém areálu byty, sklady obilí a dílny.

## Stavební podoba
Jádrem zámku je obdélná dvoupatrová budova se dvěma krátkými bočními křídly. Podél východního průčelí kdysi vedla arkádová chodba. Hlavní průčelí je zdůrazněné vysokými pilastry a římsou. V přízemí bývala sala terrena se štukovou výzdobou a valenou klenbou s výsečemi. Stejný typ klenby byl použit také v jiných přízemních místnostech.